# Periferia bulgara occidentale

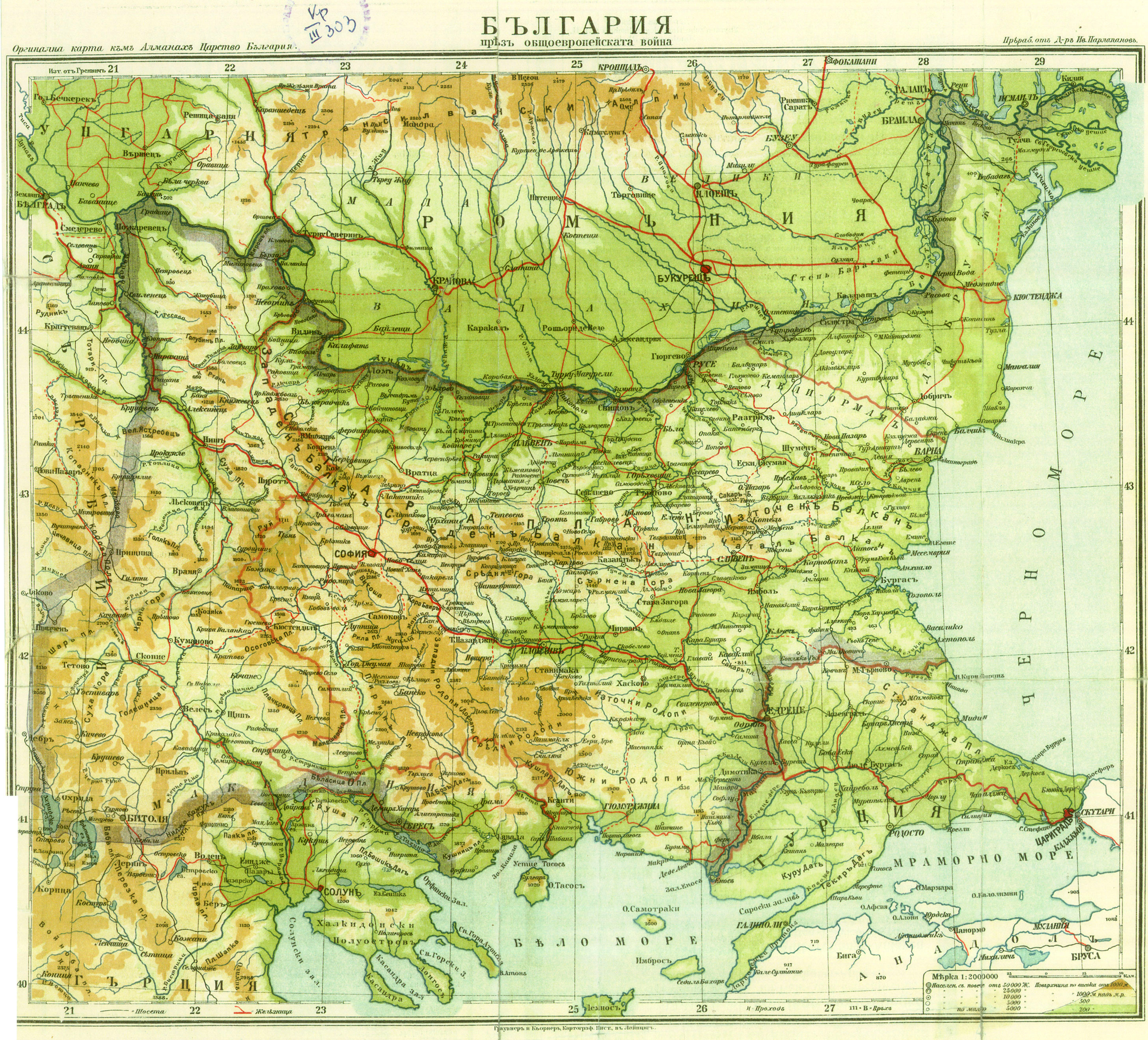
Campagne bulgare durante la prima guerra mondiale, confini compresi i territori occupati.

Periferia occidentale o Periferia bulgara occidentale è un termine politico-geografico e storico stabilito in Bulgaria dopo la prima guerra mondiale per denotare parte dei territori separati dallo stato bulgaro dal Trattato di Neuilly e annessi al Regno dei Serbi, Croati e Sloveni (dal 1929 il Regno di Jugoslavia).
Nonostante il territorio non sia grande, è molto doloroso ed è entrato definitivamente come concetto nella memoria storica bulgara. L'allusione è alle cosiddette terre bulgare occidentali, che fino alla fine del XVIII secolo nell'impero ottomano erano prevalentemente bulgare, sin dai tempi dello stato bulgaro medievale, e nel XIX secolo furono dichiarate "Vecchia Serbia". Negli anni '60 dell'Ottocento si formarono due legioni bulgare a Belgrado e quella bulgara si fece sentire in città. Quest'ultimo vale anche per i territori dell'odierna Macedonia settentrionale e dell'Albania.